# Polanica Zdrój (gmina)
Polanica Zdrój – dawna gmina wiejska istniejąca w latach 1945–1954 w woj. wrocławskim (dzisiejsze woj. dolnośląskie). Siedzibą władz gminy była Polanica Zdrój (obecna pisownia Polanica-Zdrój), która stanowiła odrębną gminę miejską.
Gmina Polanica Zdrój powstała po II wojnie światowej na terenie tzw. Ziem Odzyskanych (II okręg administracyjny – Dolny Śląsk). 28 czerwca 1946 gmina – jako jednostka administracyjna powiatu kłodzkiego – weszła w skład nowo utworzonego woj. wrocławskiego.
Według stanu z 1 lipca 1952 gmina składała się z 10 gromad: Chocieszów, Kamieniec, Niwa, Nowy Wielisław i Sokołówka (dziś części Polanicy-Zdroju), Stary Wielisław, Studzienno, Szalejów Dolny, Szalejów Górny i Wolany. Gmina została zniesiona 29 września 1954 wraz z reformą wprowadzającą gromady w miejsce gmin. Jednostki nie przywrócono 1 stycznia 1973 wraz z kolejną reformą reaktywującą gminy.